# Frederick Sheffield
Frederick "Fred" Sheffield, född 26 februari 1902 i New York, död 8 maj 1971 i Wilton i Connecticut, var en amerikansk roddare.
Sheffield blev olympisk guldmedaljör i åtta med styrman vid sommarspelen 1924 i Paris.